# 呉三連

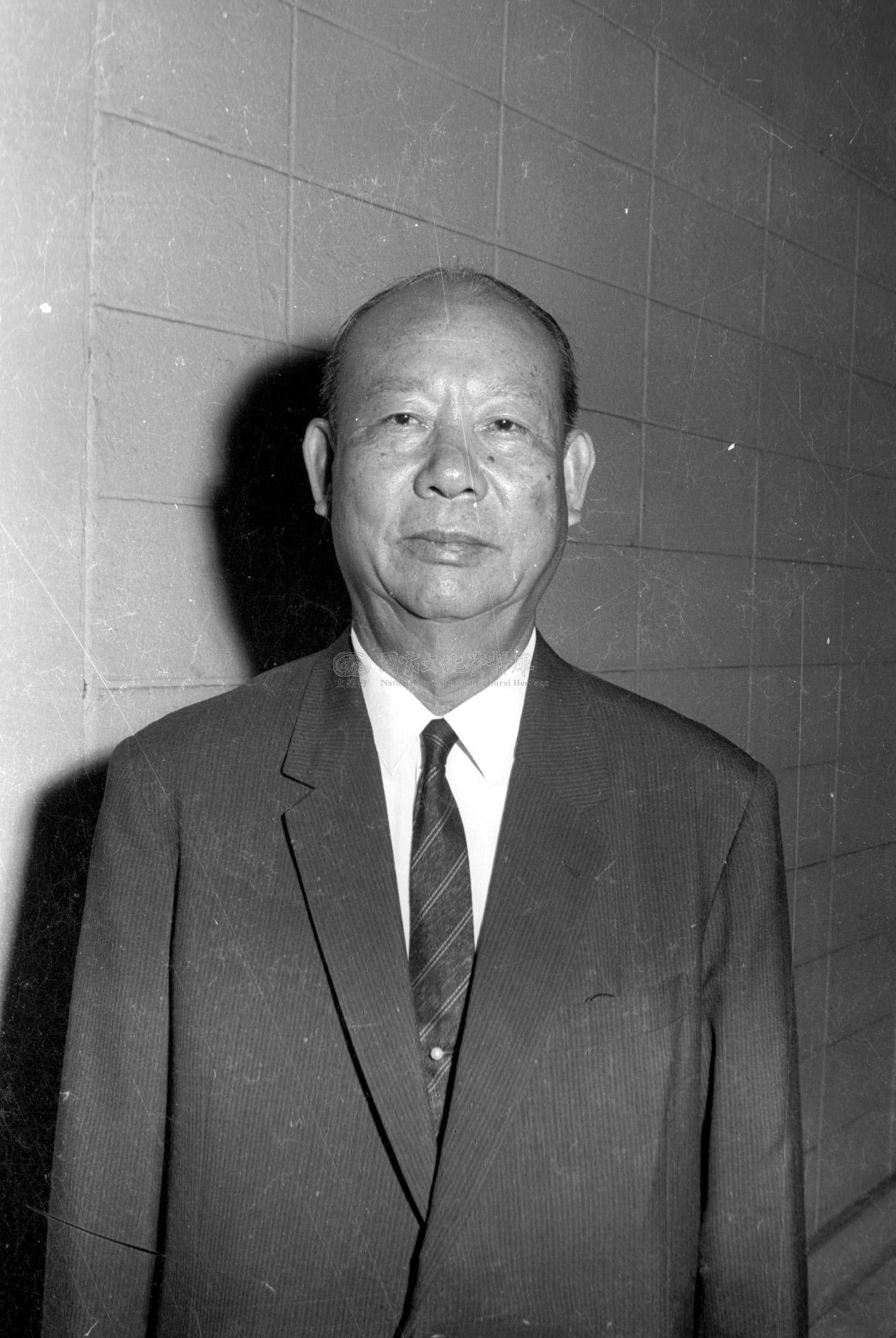
1966年

呉 三連（ご さんれん、1899年11月15日 - 1988年12月29日）は、中華民国の政治家、日本のジャーナリスト。初代民選台北市長。

## 生涯

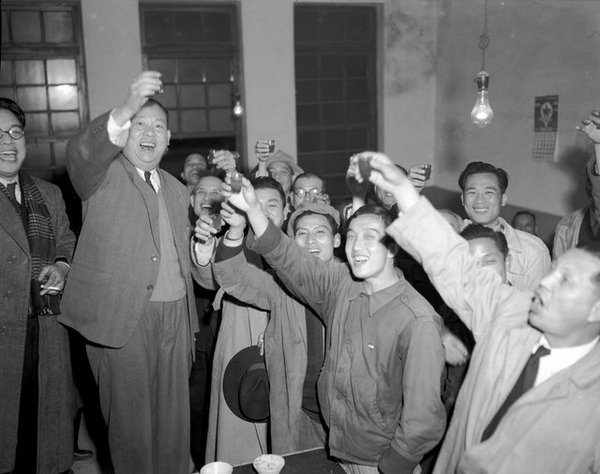
1951の当選後

日本統治時代の台湾の嘉義県の寒村頭港仔出身。1919年台湾総督府国語学校国語部を卒業し、東京高等商業学校（現一橋大学）予科に進学。留学中日本統治下の台湾における台湾人政治運動に加わり、1920年新民会、東京台湾青年会に参加。同年下村宏台湾総督府総務長官と面会し日本の植民地政策を批判し、その後台湾議会設置運動に参加した。
1925年東京商科大学（現一橋大学）卒業。陸上競技部出身。卒業後大阪毎日新聞記者となる。1932年台湾新民報が創刊されると編集者として台湾に戻り、論説委員、整理部長、政治部長を兼任した。1933年に台湾新民報東京支局が開設されると、東京支局長に就いた。
1938年蔡培火とともに東京警視庁に勾留を受け、その後も日本政府による台湾における米政策に対する批判などを展開したため、1940年には辞任を余儀なくされた。同年満州国を訪れ、一橋の後輩である満州中央銀行の呉金川の仲人となっている。1941年汪兆銘政権の華北政務委員会北京市で大治株式会社に勤務。1942年から天津市で染料の売買に携わった。
日本の降伏後、1946年の制憲国民大会代表選において最多得票数で当選した。1947年第1回中華民国国民大会代表選でも多くの投票を得て当選し、李宗仁や孫科と中華民国副総統の座を争った。1950年蔣介石総統の召見を受け、台北市長に選出される。1951年初代民選台北市長に当選。1954年心身の疲労のため市長選に出馬せず、台湾省議会議員となった。